# Technik im Römischen Reich

Der Aquädukt Pont du Gard in Südfrankreich (um 19 n. Chr.) ist eines der Meisterwerke vorindustrieller römischer Technik

Die Technik im Römischen Reich erreichte den Höhepunkt ihrer Entwicklung zwischen dem Beginn der römischen Bürgerkriege um 100 v. Chr. und der Herrschaft Trajans (98 bis 117 n. Chr.).

## Allgemeines
Die Römische Kultur breitete sich durch Schaffung effizienter Verwaltungsstrukturen, eine einheitliche Rechtsordnung sowie das Können römischer Ingenieure und Techniker in weiten Gebieten Europas und dem Mittelmeerraum aus.
Wenngleich es in der römischen Periode keine epochale Neuerungen auf dem Gebiet der landwirtschaftlichen Technologie, der Metallverarbeitung sowie der Herstellung von Keramik und Textilien gab (diese waren während der Jungsteinzeit und Bronzezeit von frühen Zivilisationen im Vorderen Orient und in Ägypten entwickelt worden), so verstanden es die Römer doch, bekannte Techniken weiterzuentwickeln und zu verfeinern. Der griechische Kulturraum des östlichen Mittelmeeres lieferte den römischen Ingenieuren wichtiges mathematisch-naturwissenschaftliches und anderes Grundlagenwissen, mit dem sie die Energiegewinnung, die Agrartechnik, das Bergbauwesen und die Metallverarbeitung, die Herstellung von Glas und Keramik, die Textilproduktion, das Transportwesen, den Schiffbau, die Infrastruktur, das Bauwesen, die Massenfertigung von Gütern, Kommunikation und Handel grundlegend modernisierten.
Wenngleich während der Kaiserzeit auf einigen Gebieten die Voraussetzungen für den Beginn einer industriellen Revolution gegeben waren, verharrte die römische Gesellschaft schließlich auf dem Niveau einer vorindustriellen Gesellschaft: Maschinen wurden kaum entwickelt; Sklaven verrichteten die Arbeit. Die wissenschaftlichen, ökonomischen und sozialen Ursachen für diese von verschiedenen Historikern als Stagnation der antiken Technik beschriebenen Entwicklung sind Gegenstand technisch-historischer Forschung.

## Mathematische Grundlagen

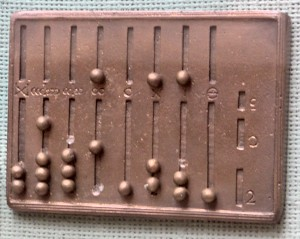
Rekonstruktion eines römischen Rechenbretts (Abakus), RGZ-Museum Mainz

## Energiequellen

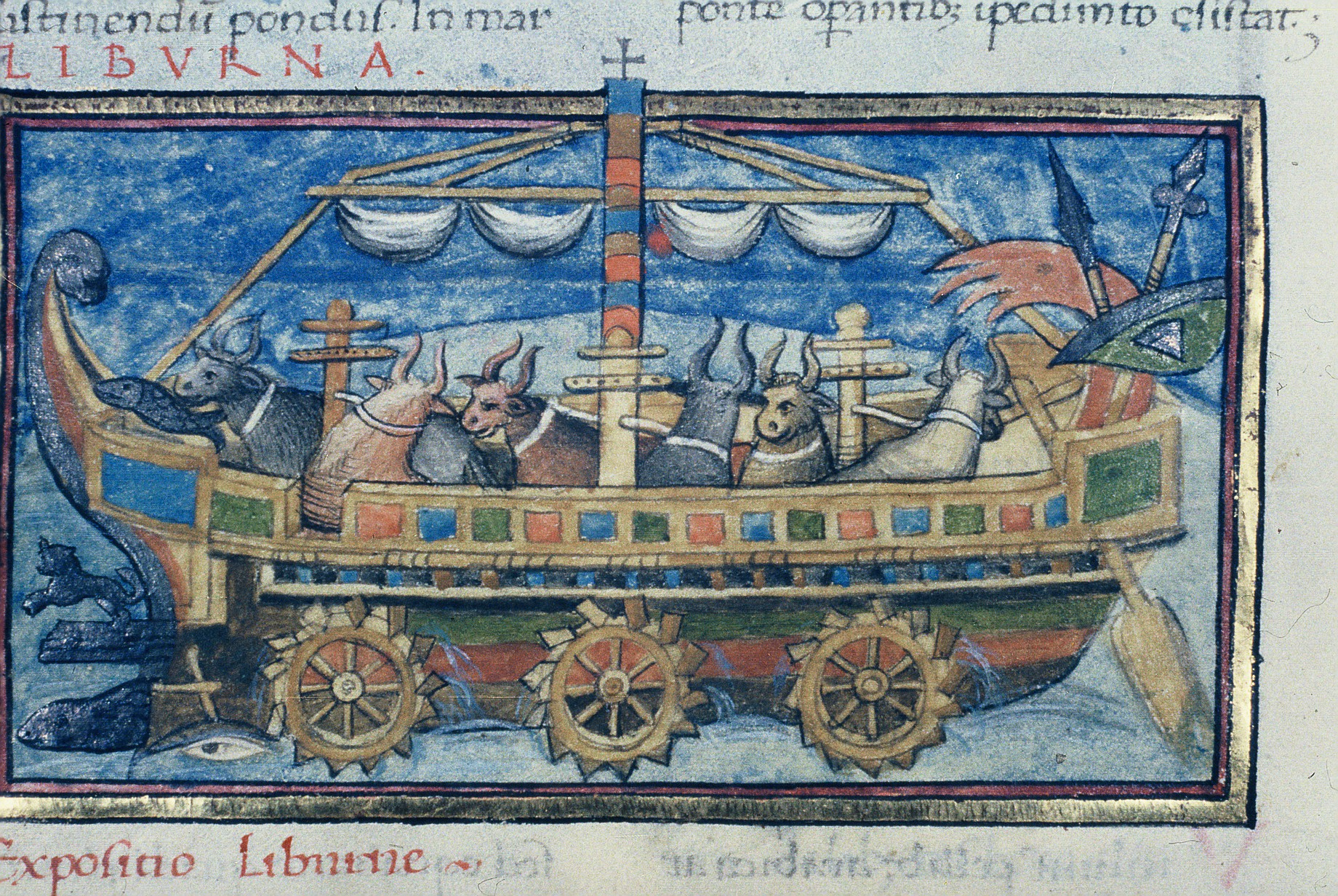
Ochsen treiben ein Schaufelradboot an. Miniatur aus dem 15. Jh. auf der Grundlage von De Rebus Bellicis (4. Jh. n. Chr.)

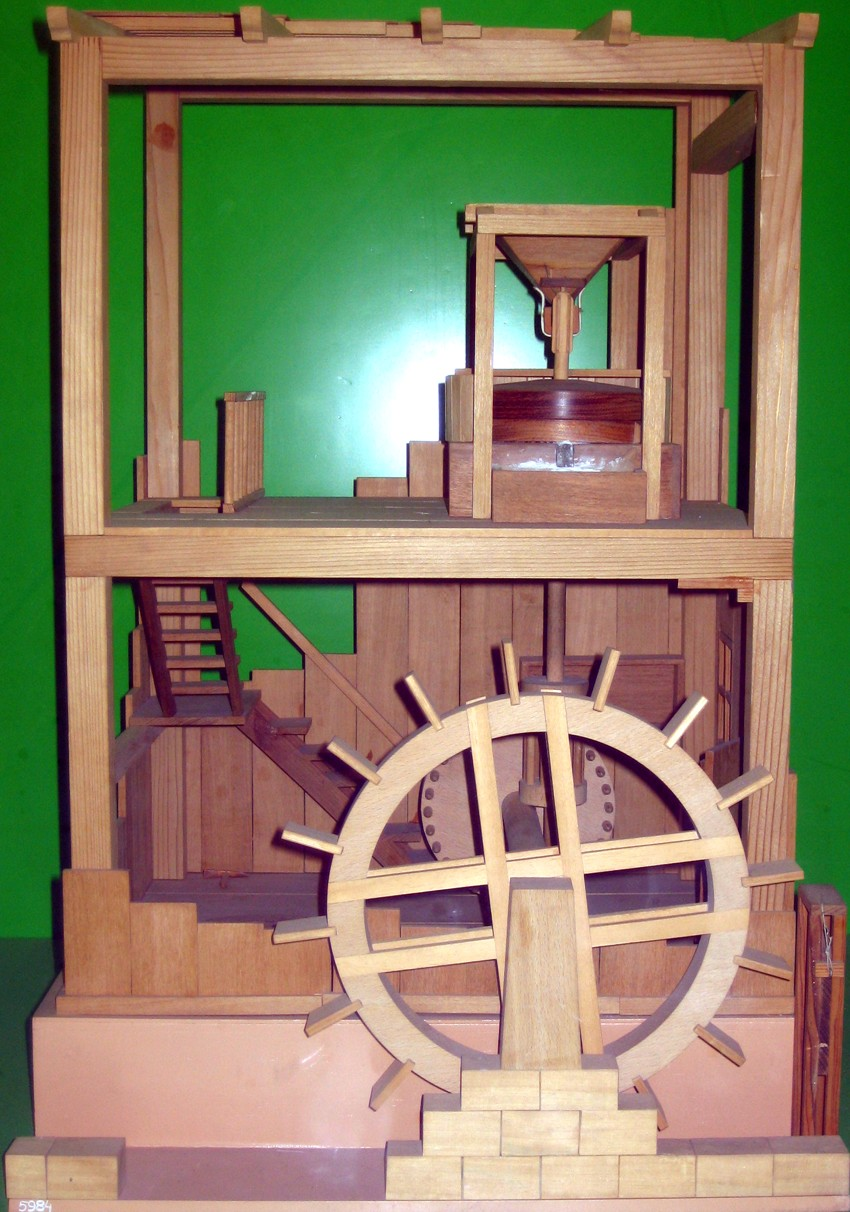
Rekonstruktion der Wassermühle des Vitruv

Darstellung der wassergetriebenen Sägemühle von Hierapolis. Die im 3. Jh. n. Chr. gebaute Mühle ist die erste bekannte Maschine, die mit einem Mechanismus aus Kurbelwelle und Pleuelstange arbeitete.

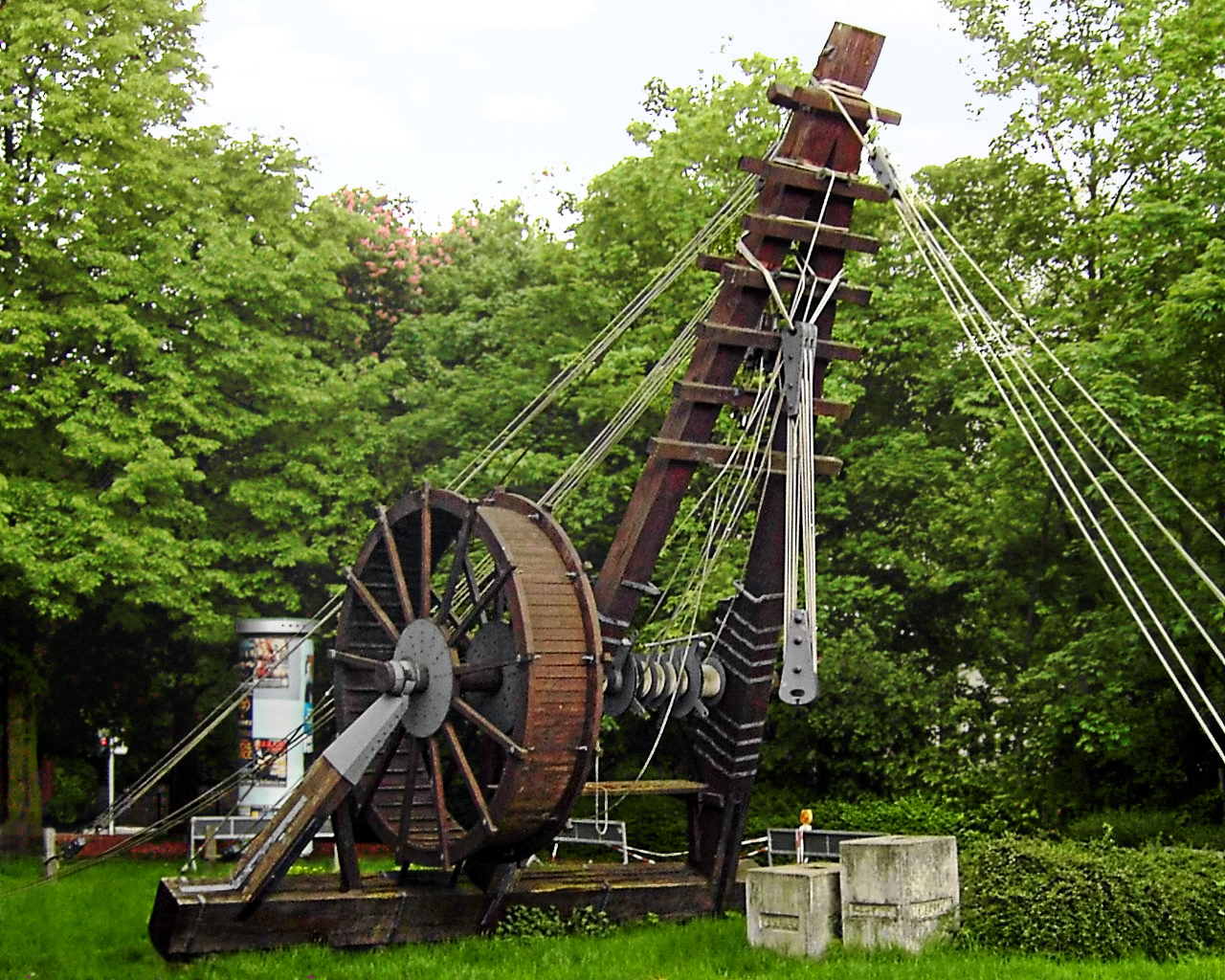
Rekonstruktion (10 m hoch mit einem fast 4 m hohen Laufrad) eines römischen Krans (Polyspastos). Geschenk an die Stadt Bonn, anlässlich deren 2000-Jahr-Feier im Jahre 1998.

## Beleuchtung

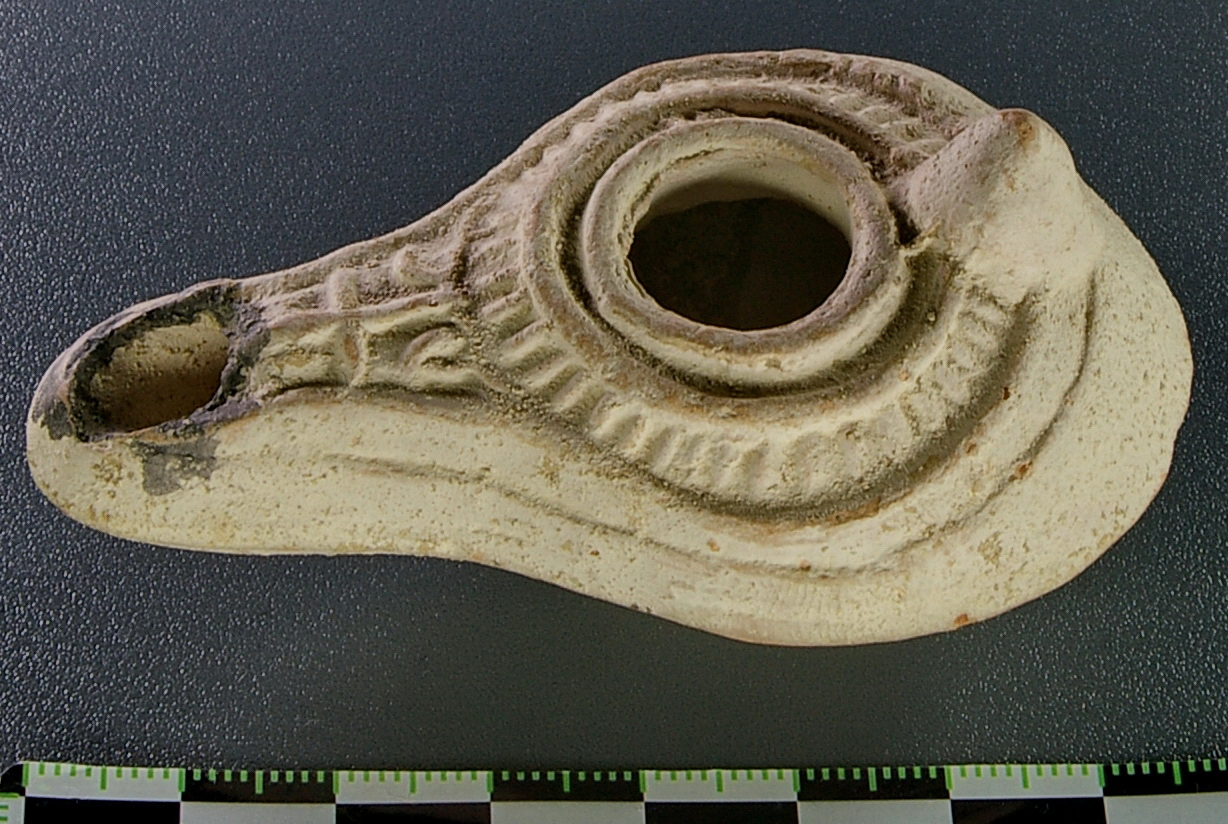
Einfaches römisches Öllämpchen aus Ton mit Öffnungen für den Docht (links) und den Brennstoff Olivenöl

### Agrartechnik

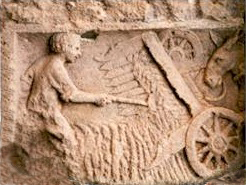
Darstellung einer gallo-römischen Mähmaschine. Relief in Buzenol, Belgien

### Bergbau und Metallverarbeitung

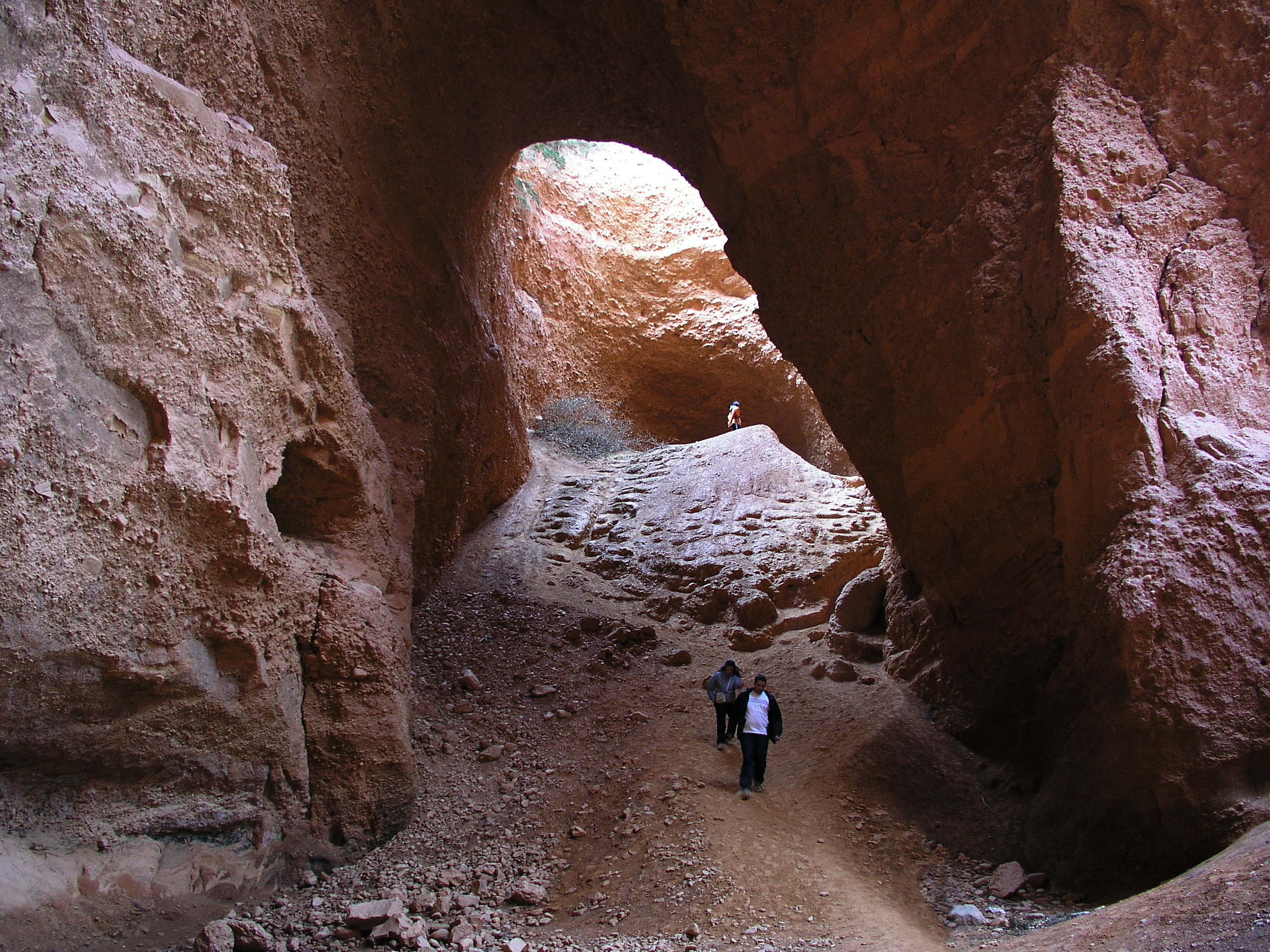
Las Médulas: Galerie einer römischen Goldmine

### Keramikproduktion

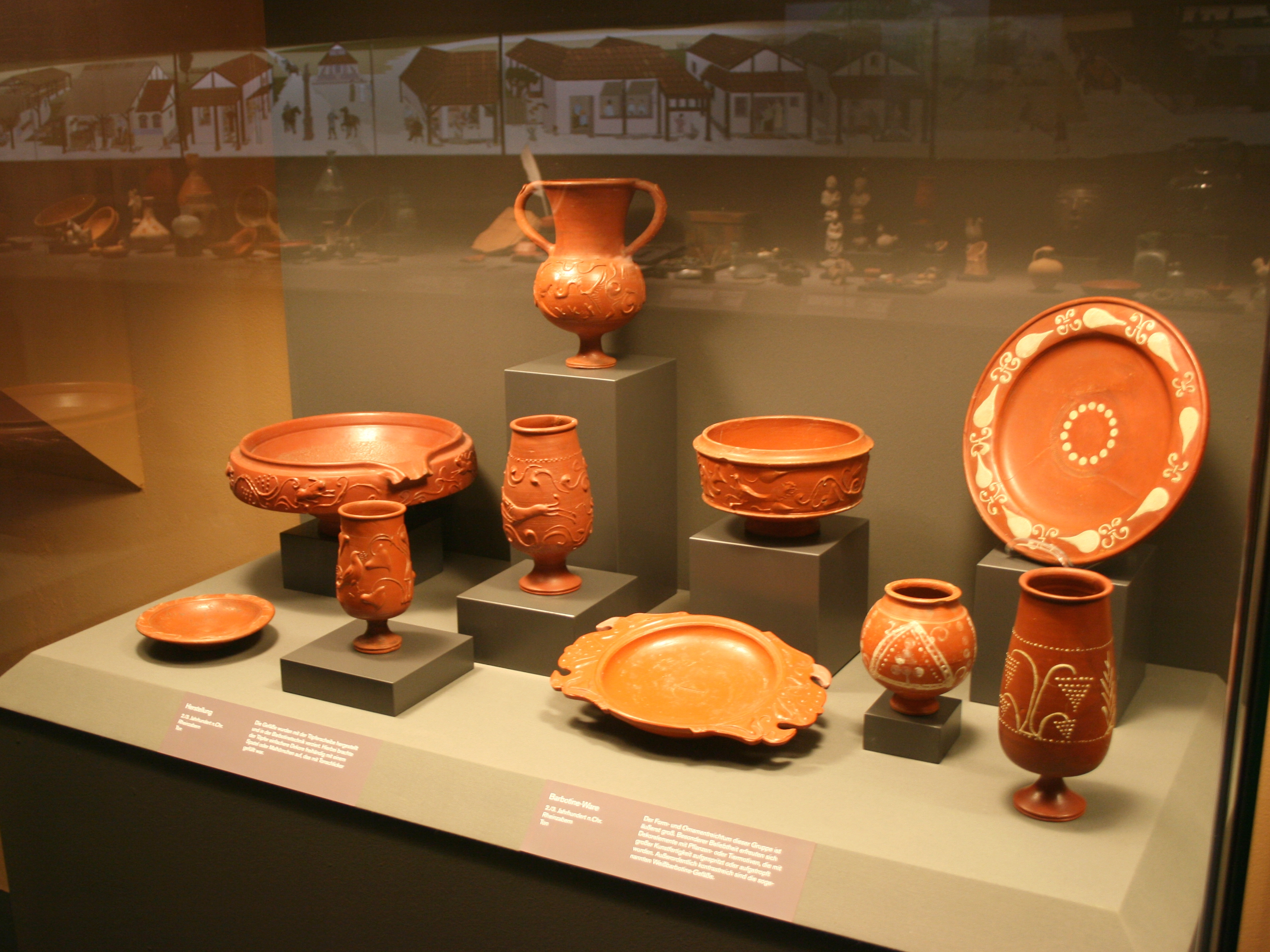
Römische Qualitätskeramik (Terra Sigillata) aus Rheinzabern